# Mahadeshwarabetta, Kollegal
Mahadeshwarabetta là một làng thuộc tehsil Kollegal, huyện Chamarajanagar, bang Karnataka, Ấn Độ.